# Theチェリー・プロジェクト
『Theチェリー・プロジェクト』（ザ・チェリー・プロジェクト）は、武内直子による日本の漫画作品。

## 概要
『なかよし』（講談社）にて1990年から1991年まで連載された。フィギュアスケートを題材としているスポーツ漫画である。
なお、本作の単行本第3巻には番外編読み切り『ドリーム・パークでまってて』（『なかよしデラックス』1990年5号に掲載）と『その後のま・り・あ』が収録されている。

## あらすじ
中学生・飛鳥ちえりは、父親が元プロスケーターであるため、幼い頃からスケートに親しんできた。憧れはジュニアチャンピオンの続正紀で、彼の写真を引き伸ばし、部屋に飾っているほどである。
ある日、父親と訪れた青空スケートリンクで、実況めいた口調で喋りながらスケートを楽しんでいるちえりを物陰から見ている少年がいた。後日、仲間とともにちえりのクラスに転入してきた彼・続正紀は、学祭でスケートリンクを作り、ちえりとペアのショーをやることを提案する。

## 登場人物
飛鳥ちえり（あすか ちえり）
本作のヒロイン。通称はチェリー。元・スケートチャンピオンの父がいる。母親は他界しているが、遺品である水晶のペンダントを大切にしている。クラス委員長。父親の血が濃いのか、振り写しで完璧に滑れるほどのスケーティング技術がある。
続が憧れの存在で、彼の言葉を受けてスケートクラブに入ることを決めた。以降、数々の嫌がらせに耐えながら成長していく。続をパートナーにして、スケートペアNo.1になるのが目標。
続正紀（つづき まさのり）
本作の男性主人公で、天才スケーター。実家は資産5億ドルの大財閥。中学を卒業したらスケートをやめ、アメリカに行くことになっていたため、ペアのパートナーを探していた。
西村ゆに（にしむら ゆに）
ちえりの親友。クラス副委員長。裁縫が得意でちえりのスケート用の衣装を担当する。
秋山コーイチ（あきやま コーイチ）
続の友人。続とともに名門「グリーンガーデン」から転入してくる。ハーフであり金髪を長く伸ばしている。
藤原ヒロシ（ふじわら ヒロシ）
続の友人。続とともに転入してきた。スケートショーやちえりの演目の音楽を担当する。
桜田春菜（さくらだ はるな）
ちえりのクラスの担任。保健体育の教師。単行本第3巻に収録されている短編『ドリーム・パークでまってて』の主人公・桜田冬菜の姉でもある。『美少女戦士セーラームーン』では英語教師として登場。
森（もり）
ちえりを指導するコーチの女性。かつては続のコーチをしていた。
キャンティ秋山（キャンティ あきやま）
ちえりのライバルとなる天才女性スケーター。通称はプリンセス・キャンティ。コーイチの妹。

## 書誌情報
- 武内直子『Theチェリー・プロジェクト』（講談社〈なかよしKC〉）、全3巻
  1. 1991年5月9日第1刷発行、ISBN 4-06-178686-5
  2. 1991年11月6日第1刷発行、ISBN 4-06-178703-9
  3. 1992年4月6日第1刷発行、ISBN 4-06-178714-4